# اندیس فیروزآباد
فیروز اباد یک اندیس فلزی است که در حوالی شهر داورزن استان سمنان قرار دارد و مادهٔ معدنی موجود در آن، مس است.سنگ میزبان این اندیس اندزیت است و دیرینگی آن به دوران ائوسن می‌رسد. 